# Fort Union Trading Post National Historic Site
Fort Union var en stor og vigtig handelsstation i North Dakota for byttehandel med flere nordlige prærieindianere fra cirka 1829 til 1867.:6 
Den 20. juni 1966 fik stedet status af National Historic Site.:4  Fortet er genskabt næsten som det stod i dets aktive dage, og bygningerne fungerer som et historisk museum, der fortæller om selve handelsstationen og om pelshandelen på prærien som sådan samt følgevirkningerne af den.
Under Fort Union Rendevouz vækkes den forgangne tid til live med tipier omkring fortet, pelsjægere og ansatte klædt i datidens tøj.

## Fortets placering og dets funktioner
Bygget af American Fur Company omkring 1829 tæt ved sammenløbet af den nordlige præries to største vandveje, Missouri River og Yellowstone River, lå fortet ved et knudepunkt. Det var indenfor rækkevidde af flere indianske præriefolk i både North Dakota og Montana, skønt det lå i assiniboinernes traditionelle område. Fra tidligt i 1830erne blev gods til fortet forholdsvis nemt fragtet op fra St. Louis med hjuldamper,:7  mens de indkøbte bæver- og bisonskind kom med på sejladsen tilbage.:10 
Ved siden af den lokale assiniboine-stamme fik fortet gennem årerne besøg af cree-,:95  crow-:25  og metis-lejre,:252  der kom for at bytte skind og huder til varer fremstillet af de hvide. Fortet var også interesseret i f.eks. store wapitihjorte-gevirer, som pelskompagniet solgte videre i byer østpå som vægpryd.:251 
Med tiden fungerede fortet ikke kun som en økonomisk vigtig handelsstation, men virkede desuden som depot for små forter længere væk i lighed med pelskompagniets to andre store handelsstationer: Fort Clark og Fort Pierre.:123  Gods fragtet op til indianere i Montana med traktater, der berettigede stammen til årlige ydelser i form af indkøbte varer, blev til tider opmagasineret i Fort Union for afhentning dér.:20 og 164  De lokale assiniboiner hentede regelmæssigt deres traktat-garanterede gods ved fortet.:171 

## Beskrivelse af fortet og dets ansatte
Fort Union gik for at være et af de bedst byggede på prærien. Det var forsynet med høje bastioner med stenmure i to af hjørnerne på en 80 x 70 meter lang palisade og en bred port med både en yder- og en inderdør. Bestyreren havde en stor to-etagers bolig til sin rådighed.:959  Inderpladsen omsluttet af den seks meter høje palisade rummede også en lagerbygning, barakker til de ansatte, en stald og andre træbygninger. Der fandtes et ishus med isblokke savet ud af Missouri Rivers frosne vand om vinteren, der blev brugt til at friske sommerens lunkne drikkevand op med.:302  Et destilleri var installeret et sted i fortet,:960  idet USA havde vedtaget et forbud mod indførelse af stærk spiritus i bl.a. Upper Missouri River-regionen i maj 1822. Nogle handelsstationer indførte mindre stærk vin for at omgå forbuddet,:26  mens andre selv fremstillede whisky på stedet for at sælge det til de indfødte.
Folk fra mange nationer arbejdede i det afsondrede fort som bl.a. arbejdsmænd, jægere, tolke og bogholder. Der fandtes navnlig canadiere og amerikanere i arbejdsstyrken, men skotter, tyskere, italienere og flere andre immigranter ydede også deres i Fort Union.:123  Alle ansatte fik fri kost (vildtkød) og logi. Sengetøj stod man selv for; dog med mulighed for at låne to bisonskind fra fortets lager. Jægere og håndværkere spiste ved et bedre bord end arbejdsmændene og fik også brød og kaffe med sukker. Folk med en højere uddannelse eller en overordnet stilling nød til tider en skålfuld suppe og spiste pie om søndagen.:236 

## Fort Union lukkes
I 1865 overtog Northwest Fur Company handelsstationen. To år senere købte den amerikanske hær fortet for at skille det ad og få byggematerialer til at fuldføre opførelsen af militærstationen Fort Buford omkring tre kilometer længere nede ad Missouri River. Hjuldampere lagde til ved bredden tæt på fortet og tog træ fra de forladte bygninger og brugte det som brænde.:31 

## Værd at vide
Indianermaleren George Catlin opholdt sig i Fort Union i sommeren 1832 og skrev om dette og fortets ansatte i ”North American Indians”. Året efter ham tog Maximilian zu Wied sammen med kunstneren Karl Bodmer ophold i fortet. Den sidstnævnte har malet en af de mest brugte illustrationer af handelsstationen. Bakketoppen nord for fortet, hvor han stod og lavede sine skitser til illustrationen, er nu en del af Fort Union Trading Post National Historic Site og benævnes Bodmer Overlook.:15 